# جيمس هومر رايت
جيمس هومر رايت , ولد في الثامن من نيسان عام 1869 و توفي في الثالث من كانون الثاني عام 1928, كان عالما أمريكيا رائدا ومؤثرا مختصا في علم الأمراض. تولى رئاسة قسم علم الامراض من عام 1896 إلى 1926 في مستشفى ماساتشوستس العام . ولد رايت في بيتسبرج في بنسلفانيا.
في عام 1915 انضم رايت إلى الدكتور ريتشارد سي كابوت لبدء نشر سجلات الحالات في مستشفى ماساتشوستس العام، وقد بدأت هذه المنشورات الدورية تصدر تحت اسم مجلة بوسطن الطبية والجراحية و أصبحت تسمى فيما بعد مجلة إنجلترا الجديدة أو مجلة نيو انجلند الطبية.
في عام 1924 نشر رايت إلى جانب الدكتور فرانك بي مالوري ’’ تقنيات علم الأمراض دليل عملي لمختبرات علم الأمراض" و هو كتيب عملي للمختبر الباثولوجي ’’. وصدر عن الكتاب ثماني طبعات وو ظل الكتاب مرجعا دراسيا مهما في هذا المجال، ويرتبط اسم " رايت " بصبغة رايت للأنسجة، هو المقصود أيضا عند ذكر ريدات هومر رايت المرتبطة بالورم الارومي العصبي 